# トルン (ブルガリア)
座標: 北緯42度50分 東経22度40分 / 北緯42.833度 東経22.667度

トルン
Трънトルン ブルガリア内のトルンの位置

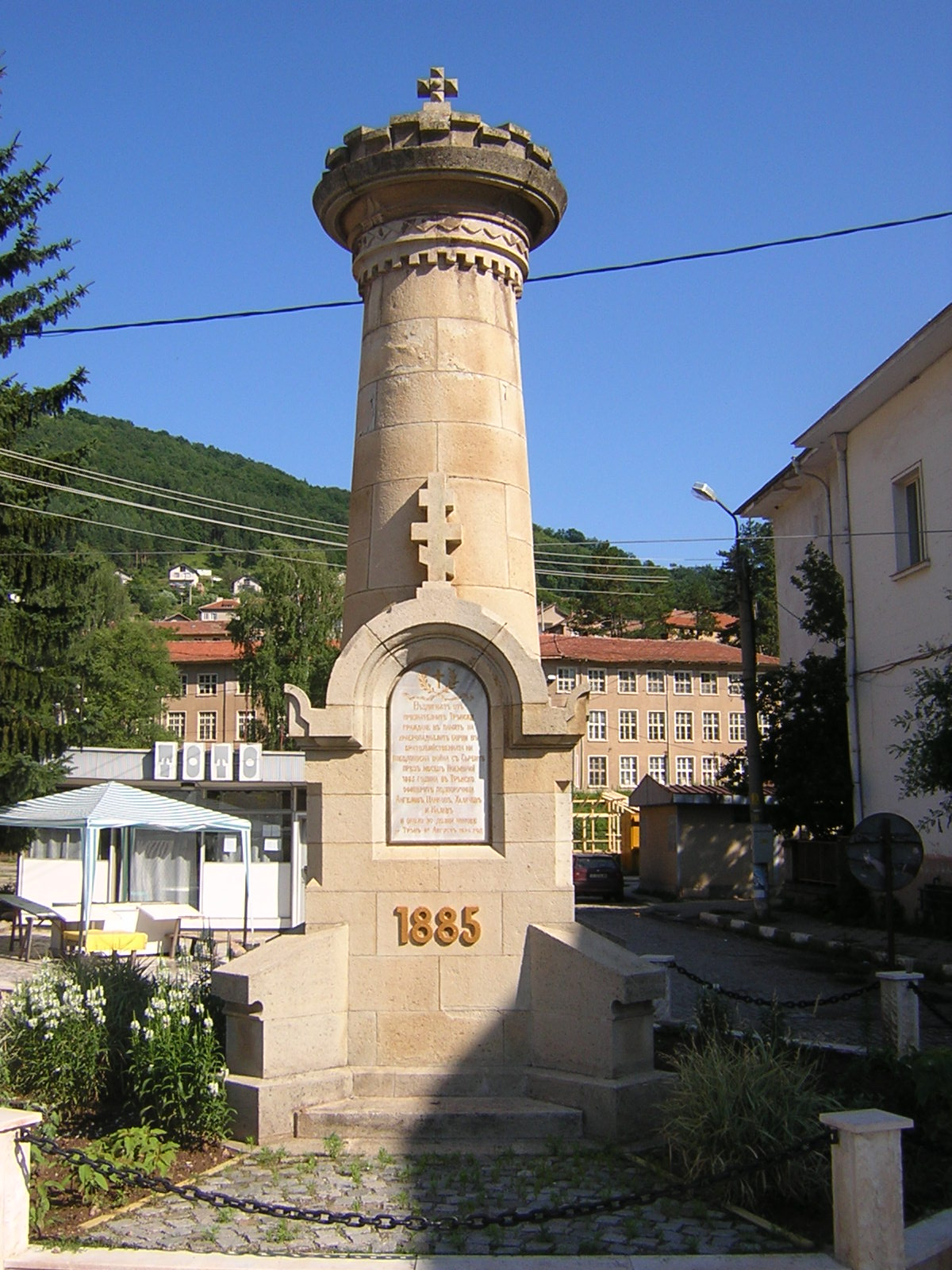
1885年のセルビア・ブルガリア戦争の戦死者に捧げられた記念碑。

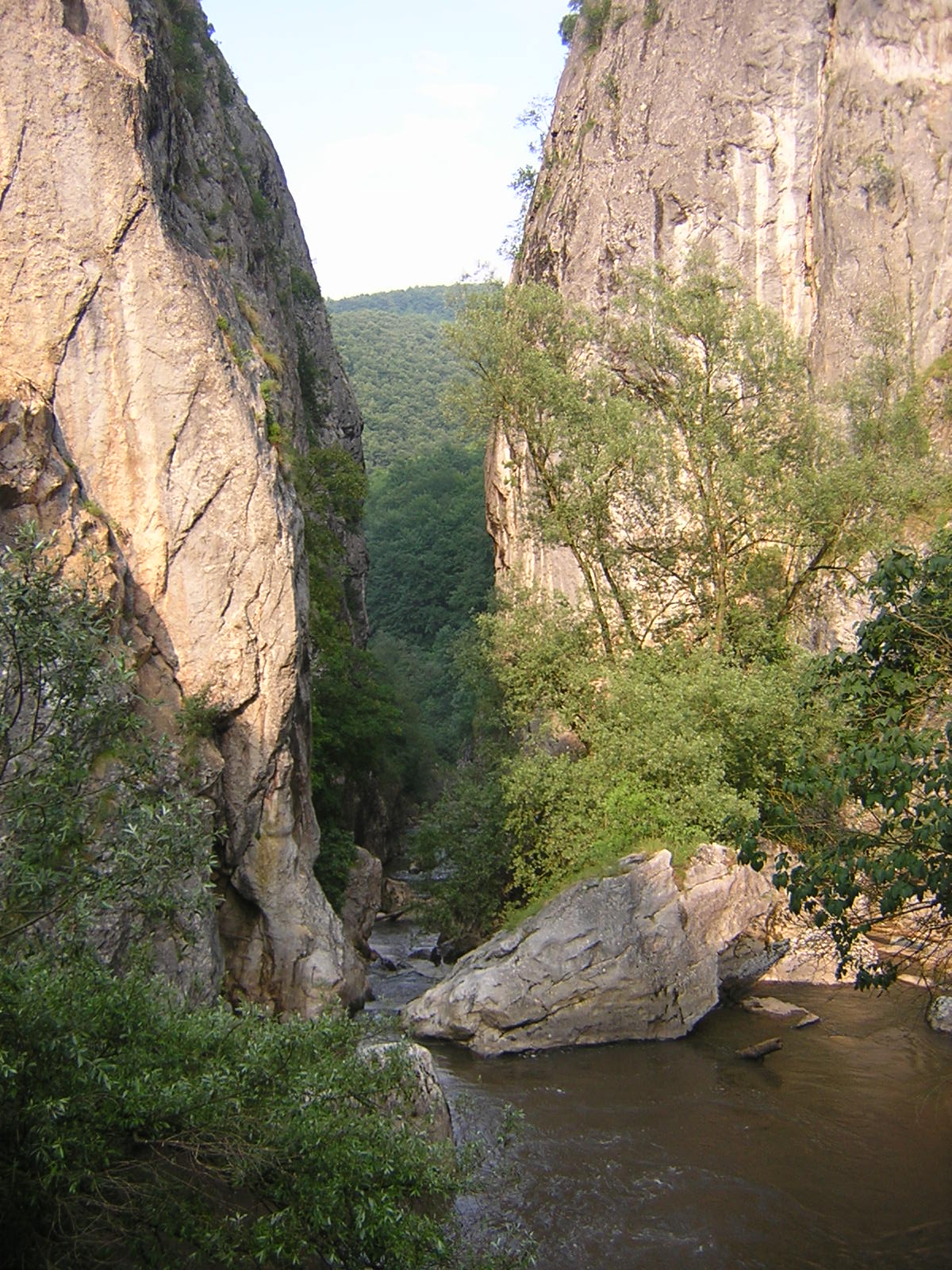
エルマ川が作り出す急峻なトルン渓谷

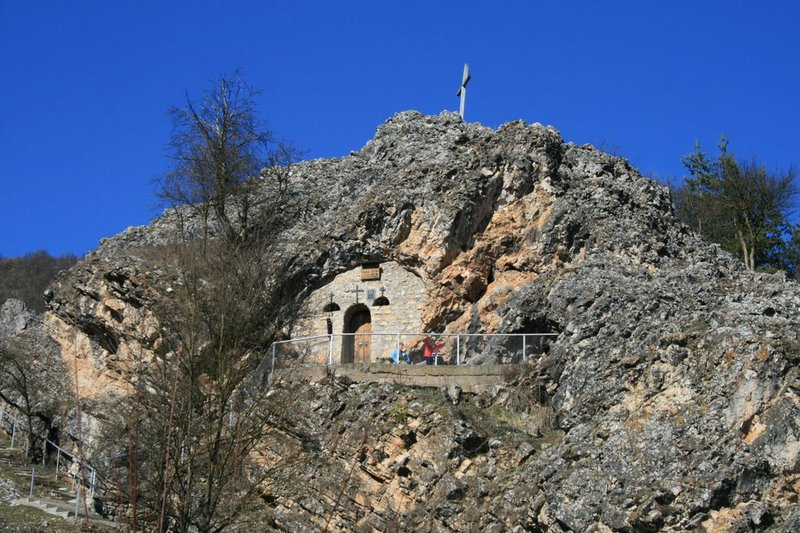
聖ペトカ聖堂

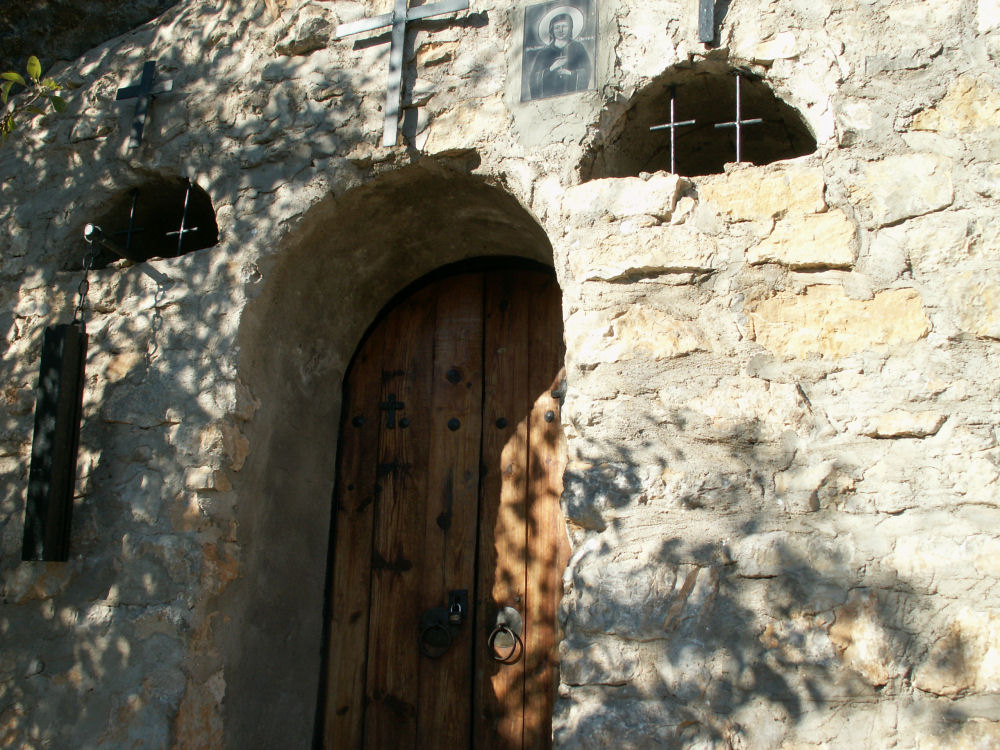
聖ペトカ聖堂の入り口

トルン（ブルガリア語:Трън / Tran、発音:[ˈtrɤn]）はブルガリア西部の村、およびそれを中心とした基礎自治体。ペルニク州に属する。ブルガリアの首都・ソフィアからは50キロメートルにあり、付近にはバンキャやペルニクがある。ブレズニクからは27キロメートル、セルビアとの国境からは15キロメートルに位置する。
町は1451年に「Tran」として初めて文献に登場した。また15世紀から16世紀にかけての文献では「Turun」、「Tuin」、「Turan」、「Taran」等の名で記されている 。町の際立った特徴としては、トルンで話されている独特のブルガリア語の方言がある。この町の方言は一般的なブルガリア語とは大きく異なっており、トルンからほど近いペルニクのブルガリア語話者でも時としてトルンの話者の発話を理解するのが難しいほどである。町から流れ出すエルマ川（Elma）は急峻な渓谷を作り出し、トルン渓谷として知られる。1947年の冬にトルンで観測された摂氏-38.3度は、ブルガリアで記録史上の最低気温の記録となっている。

## トルンにちなむもの
南極大陸、サウス・シェトランド諸島・リヴィングストン島のトルン岩（Tran Crag）は、トルンにちなんで命名された。

## 町村
トルン基礎自治体（Община Трън）にはその中心であるトルンをはじめとする、以下の町村（集落）が存在している。
- Банкя
- Бераинци
- Богойна
- Бохова
- Бусинци
- Бутроинци
- Велиново
- Видрар
- Врабча
- Вукан
- Главановци
- Глоговица
- Горна Мелна
- Горочевци
- Джинчовци
- Докьовци
- Долна Мелна
- Дълга лука
- Ездимирци
- Еловица
- Ерул
- Забел
- Зелениград
- Кожинци
- Костуринци
- Къшле

- Лева река
- Лешниковци
- Ломница
- Лялинци
- Милкьовци
- Милославци
- Мракетинци
- Мрамор
- Насалевци
- Неделково
- Парамун
- Пенкьовци
- Проданча
- Радово
- Рани луг
- Реяновци
- Слишовци
- Стайчовци
- Стрезимировци
- Студен извор
- Трън
- Туроковци
- Филиповци
- Цегриловци
- Шипковица
- Ярловци